# 沈志言
沈志言（？—？），字子謨，號慎斋，浙江杭州府海寧縣人，民籍，明朝政治人物。

## 生平
嘉靖二十八年（1549年）己酉科浙江鄉試第七十六名舉人。嘉靖三十二年（1553年）中式癸丑科會試第二百八十六名，二甲第四十一名進士。刑部观政，授直隶滁州知州，起复补和州，升刑部员外郎、郎中，出知宁国府，掛冠歸十餘年，卒。著有《尚書筆解》、《四書說義》、《宦途紀略》。弟沈志文，官古田知县。

## 家族
曾祖沈昇；祖父沈文禮，壽官；父沈美。前母周氏；戴氏。兄志德（生员）、弟志政（生员）、志文。